# Scott Innes
Scott Innes (Poplar Bluff, 30 de outubro de 1966) é um autor, compositor, dublador e apresentador de rádio estadunidense.
Ele é conhecido por ter dublado a voz de Scooby-Doo em filmes lançados entre 1998 e 2001.